# Línea 197 (Interurbanos Madrid)
La línea 197 de la red de autobuses interurbanos de Madrid une la terminal subterránea del Intercambiador de Plaza de Castilla con Torrelaguna.

## Características
Esta línea une, además de Torrelaguna con Madrid en aproximadamente 1 hora, otros municipios de la vega del río Jarama. Algunas expediciones prestan servicio al IES Gustavo Adolfo Bécquer (sólo los días lectivos) en Algete, la Urbanización Silillos (Valdetorres de Jarama), Valdepiélagos, la Urbanización Caraquiz (Uceda); o prologan su recorrido a Redueña, Torremocha de Jarama o Uceda (dando servicio a Patones también). La gran mayoría de las expediciones tienen cabecera/terminal en Torrelaguna, aunque existen expediciones con cabecera/terminal en Fuente el Saz de Jarama, Valdetorres de Jarama y Talamanca de Jarama, reforzando esos tramos con Madrid.
Existe un servicio de lunes a viernes laborables que sale de Torrelaguna y se dirige a la Estación de Alcobendas-S.S. de los Reyes (cabecera de la línea C-4a de Cercanías Madrid).
Así mismo, durante determinadas horas del día existen servicios EXPRESS, que cubren de forma directa en ambos sentidos el trayecto entre Madrid y la carretera M-100 a las afueras de San Sebastián de los Reyes, omitiendo en su recorrido el casco urbano de dicha localidad y de Alcobendas y reducen su trayecto en aproximadamente 15 minutos. Particularmente, las expediciones EXPRESS que proceden de Torrelaguna hacia Madrid omiten las paradas situadas en el casco urbano de Fuente el Saz de Jarama, reduciendo aún más el trayecto para aquellos municipios alejados.
La línea se denomina incorrectamente 197 Madrid - Torrelaguna - Uceda debido a que el recorrido normal finaliza en Torrelaguna, siendo la prolongación a Uceda solo realizada por algunos servicios.
Para las expediciones que prolongan su recorrido a Uceda, el pueblo está incorrectamente situado en la corona tarifaria E2 en los horarios públicos; cuando internamente corresponde a la corona tarifaria E1. Además, no se muestra una tarifa para estos servicios, debido a que las líneas que salen fuera de la Comunidad de Madrid poseen tarifas especiales.
Existen también expediciones de refuerzo destinadas a los alumnos del colegio IES Gustavo Adolfo Bécquer en Algete que operan de lunes a viernes lectivos. Su objetivo es evitar que los servicios habituales se colapsen a la entrada y salida del colegio, además de ofrecer rutas más rápidas a los alumnos de los distintos pueblos para llegar al colegio. El uso de estas expediciones se encuentra restringido a sólo alumnos del colegio y no figuran en los horarios publicados en la página web del CRTM para evitar la confusión de los usuarios ya que estos recorridos no realizan las paradas habituales de la línea.
La importancia de esta línea como vía de comunicación principal de todos los municipios situados en torno a la carretera M-103 se aprecia en la terminal de autobuses de Torrelaguna; donde se enlaza la línea 197 con las líneas de microbús que conectan el resto de municipios. Estas líneas son la 197A, 197B, 197C, 197D, 197E y 913. El objetivo de estas líneas es comunicar una gran cantidad de municipios con la línea 197 ya que las expediciones directas que los comunican con Madrid no permiten una buena comunicación con la capital; además de cubrir zonas que no cubren la línea directa a Madrid.
Antiguamente la línea poseía expediciones que partían desde la Urbanización Silillos (Valdetorres) a Madrid, desde Valdepiélagos al instituto de Algete en días lectivos y desde Madrid a Torremocha pasando por el instituto de Algete en días lectivos. Actualmente no existen dichas expediciones.
La línea mantiene los mismos horarios todo el año (exceptuando las vísperas de festivo y festivos de Navidad) pero los refuerzos lectivos dejan de operar en días no lectivos y durante navidades y el verano, aunque esto no afecta a los usuarios habituales de la línea ya que no se les permite el uso de dichos servicios.
Siguiendo la numeración de líneas del CRTM, las líneas que circulan por el corredor 1 son aquellas que dan servicio a los municipios situados en torno a la A-1 y comienzan con un 1. Aquellas numeradas dentro de la decena 190 corresponden a aquellas que circulan por la Sierra Norte de Madrid.
Se trata de una línea enormemente compleja, ya que presenta un total de 36 recorridos distintos de ida y de vuelta (aunque solo 31 están operativos), que junto a la línea 191 se encuentran entre las líneas con más recorridos distintos de todas las opera el CRTM.
Está operada por la empresa ALSA mediante la concesión administrativa VCM-103 - Madrid - Buitrago - Rascafría (Viajeros Comunidad de Madrid) del Consorcio Regional de Transportes de Madrid.

### Sublíneas
Aquí se recogen todas las distintas sublíneas que ha tenido la línea 197, incluyendo aquellas dadas de baja. La denominación de sublíneas que utiliza el CRTM es la siguiente:
- Número de línea (197)
- Sentido de circulación (1 ida, 2 vuelta)
- Número de sublínea

Por ejemplo, la sublínea 197226 corresponde a la línea 197, sentido 2 (vuelta) y el número 26 de numeración de sublíneas creadas hasta la fecha.
Las sublíneas marcadas en negrita corresponden a sublíneas que actualmente se encuentran dadas de baja o se desconoce su ruta y denominación. Las sublíneas desconocidas podrían pertenecer a las expediciones mencionadas anteriormente: Urb. Silillos - Madrid, Valdepiélagos - Instituto Algete en días lectivos y Madrid - Torremocha, por Instituto Algete en días lectivos. Esas expediciones están actualmente dadas de baja y se desconocen más detalles sobre ellas.
| Ida    | Ruta                               | Itinerario                                                                | Vuelta | Ruta                              | Itinerario                                                                           |
| 197101 | -                                  | Madrid - Torrelaguna                                                      | 197201 | -                                 | Torrelaguna - Madrid                                                                 |
| 197102 | su                                 | Madrid superficie - Torrelaguna                                           | 197202 | su                                | Torrelaguna - Madrid superficie                                                      |
| 197103 | uv                                 | Madrid - Uceda, por Valdepiélagos                                         | 197203 | uv                                | Uceda - Madrid, por Valdepiélagos                                                    |
| 197104 | usv                                | Madrid - Uceda, por Silillos y Valdepiélagos                              | 197204 | usv                               | Uceda - Madrid, por Valdepiélagos y Silillos                                         |
| 197105 | usi                                | Madrid - Uceda, por instituto Algete (lectivos), Silillos y Valdepiélagos | 197205 | No existe la ruta "usi" de vuelta | No existe la ruta "usi" de vuelta                                                    |
| 197106 | usc                                | Madrid - Uceda, por Silillos, Valdepiélagos y Caraquiz                    | 197206 | No existe la ruta "usc" de vuelta | No existe la ruta "usc" de vuelta                                                    |
| 197107 | uc                                 | Madrid - Uceda, por Valdepiélagos y Caraquiz                              | 197207 | uc                                | Uceda - Madrid, por Caraquiz y Valdepiélagos                                         |
| 197108 | Desconocido                        | Desconocido                                                               | 197208 | Desconocido                       | Desconocido                                                                          |
| 197109 | u                                  | Madrid - Uceda                                                            | 197209 | u                                 | Uceda - Madrid                                                                       |
| 197110 | v                                  | Madrid - Torrelaguna, por Valdepiélagos                                   | 197210 | v                                 | Torrelaguna - Madrid, por Valdepiélagos                                              |
| 197111 | tv                                 | Madrid - Torremocha, por Valdepiélagos                                    | 197211 | No existe la ruta "tv" de vuelta  | No existe la ruta "tv" de vuelta                                                     |
| 197112 | t                                  | Madrid - Torremocha                                                       | 197212 | t                                 | Torremocha - Madrid                                                                  |
| 197113 | No existe la ruta "sv" de ida      | No existe la ruta "sv" de ida                                             | 197213 | sv                                | Torrelaguna - Madrid, por Valdeiélagos y Silillos                                    |
| 197114 | Desconocido                        | Desconocido                                                               | 197214 | Desconocido                       | Desconocido                                                                          |
| 197115 | s                                  | Madrid - Torrelaguna, por Silillos                                        | 197215 | s                                 | Torrelaguna - Madrid, por Silillos                                                   |
| 197116 | suf                                | Madrid superficie - Fuente el Saz                                         | 197216 | No existe la ruta "suf" de vuelta | No existe la ruta "suf" de vuelta                                                    |
| 197117 | r                                  | Madrid - Redueña                                                          | 197217 | r                                 | Redueña - Madrid                                                                     |
| 197118 | f                                  | Madrid - Fuente el Saz                                                    | 197218 | f                                 | Fuente el Saz - Madrid                                                               |
| 197119 | ex                                 | Madrid - Torrelaguna EXPRESS                                              | 197219 | ex                                | Torrelaguna - Madrid EXPRESS, sin paso por Fuente el Saz                             |
| 197120 | fex                                | Madrid - Fuente el Saz EXPRESS                                            | 197220 | fex                               | Fuente el Saz - Madrid EXPRESS                                                       |
| 197121 | ess                                | Madrid - Valdetorres, por Silillos                                        | 197221 | No existe la ruta "ess" de vuelta | No existe la ruta "ess" de vuelta                                                    |
| 197122 | esi                                | Algete Instituto - Valdetorres                                            | 197222 | esi                               | Valdetorres - Algete Instituto                                                       |
| 197123 | es                                 | Madrid - Valdetorres                                                      | 197223 | es                                | Valdetorres - Madrid                                                                 |
| 197124 | Desconocido                        | Desconocido                                                               | 197224 | Desconocido                       | Desconocido                                                                          |
| 197125 | esx                                | Madrid - Valdetorres EXPRESS                                              | 197225 | esx                               | Valdetorres - Madrid EXPRESS                                                         |
| 197126 | No existe la ruta "exc" de ida     | No existe la ruta "exc" de ida                                            | 197226 | exc                               | Torrelaguna - Madrid EXPRESS, por Caraquiz, sin paso por Fuente el Saz               |
| 197127 | Nunca existió la ruta "exh" de ida | Nunca existió la ruta "exh" de ida                                        | 197226 | exh                               | Torrelaguna - Madrid EXPRESS, sin paso por Fuente el Saz, por Hospital Infanta Sofía |
| 197128 | No existe la ruta "tm" de ida      | No existe la ruta "tm" de ida                                             | 197228 | tm                                | Talamanca - Madrid EXPRESS, por Hospital Infanta Sofía                               |
| 197129 | No existe la ruta "fc" de ida      | No existe la ruta "fc" de ida                                             | 197229 | fc                                | Torrelaguna - Alcobendas FF.CC.                                                      |
| 197130 | No existe la ruta "te" de ida      | No existe la ruta "te" de ida                                             | 197230 | te                                | Talamanca - Madrid EXPRESS                                                           |
| 197131 | No existe la ruta "us" de ida      | No existe la ruta "us" de ida                                             | 197231 | us                                | Uceda - Madrid, por Silillos                                                         |
| 197132 | ta                                 | Algete Cottolengo - Talamanca                                             | 197232 | ta                                | Talamanca - Algete Cottolengo                                                        |
| 197133 | mt                                 | Madrid - Talamanca                                                        | 197233 | No existe la ruta "mt" de vuelta  | No existe la ruta "mt" de vuelta                                                     |
| 197134 | No existe la ruta "exf" de ida     | No existe la ruta "exf" de ida                                            | 197234 | exf                               | Torrelaguna - Madrid EXPRESS                                                         |
| 197135 | No existe la ruta "exa" de ida     | No existe la ruta "exa" de ida                                            | 197235 | exa                               | Torrelaguna - Madrid EXPRESS, sin paso por Fuente el Saz, por Prado Norte            |
| 197136 | No existe la ruta "tmh" de ida     | No existe la ruta "tmh" de ida                                            | 197236 | tmh                               | Torrelaguna - Madrid EXPRESS, por Hospital Infanta Sofía                             |

### Curiosidades
Entre las curiosidades y peculiaridades de la línea se incluyen las siguientes:
- No se permite la circulación con viajeros de pie saliendo de los túneles del Intercambiador de Plaza de Castilla (aunque sí a la vuelta). Los autobuses no podrán cargar más viajeros si se ha llenado el número máximo de plazas autorizadas con asiento, en cambio, al llegar a la parada 3253 - Paseo de la Castellana - Hospital La Paz sí que podrán recoger a viajeros de pie. Esta restricción aplica a todas las líneas bajo la concesión VCM-103, pero no a aquellas de las concesiones VCM-101, VCM-701 ni VCM-702.
- A pesar de que la línea no cuente con una longitud superior a los 50 km. se aplica la utilización de un tacógrafo. Esta restricción aplica a todas las líneas bajo la concesión VCM-103, que a pesar de que algunas cuenten con recorridos inferiores a los 50 km. (por ejemplo la línea 193 y algunos servicios de la línea 197) los conductores dentro de un mismo turno en un día de trabajo realizan servicios de todas ellas, necesitando así el uso del tacógrafo. El Artículo 3 a) del Reglamento de la Comisión Europea 561/2006 exige la utilización de un tacógrafo en líneas con un recorrido mayor a 50 km. y respetar los tiempos de conducción y descanso. Esto significa que en caso de que un servicio llegue retrasado al siguiente, no podrá cumplir el horario programado y deberá esperar hasta cumplir el descanso establecido antes de volver a conducir. En caso de existir una retención que cause al conductor exceder sus tiempos de conducción establecidos, no incurrirá en sanción al encontrarse el vehículo retenido por causas del tráfico, o podrá justificar el motivo del exceso a la Dirección General de Tráfico. En caso de una restricción de tráfico de grandes proporciones, se reorganizarán los turnos de los conductores alterando sus servicios previstos para cubrir aquellos que se han visto afectados por las retenciones. Este cambio es invisible a los usuarios puesto que solo afecta a un cambio de turno de conductores.
- No se permite la circulación con viajeros de pie al norte de Fuente el Saz de Jarama. El artículo 48 b) del Reglamento General de Circulación establece la velocidad máxima de circulación fuera de poblado con viajeros de pie en 80 km/h y dado que al norte de Fuente el Saz de Jarama se circula por la carretera M-103 en la que la velocidad máxima para los autobuses es 90 km/h se aplica esta restricción. Algunas comunidades autónomas permiten la circulación con viajeros de pie en viajes de menos de 35 km. Entre las situaciones que causa esta restricción, podría darse el caso en el que viajeros con destino Madrid no puedan montarse en el autobús de pie y se les deniegue la entrada, pero al llegar a Fuente el Saz de Jarama pueda permitir la subida de viajeros hasta cumplir el número máximo de plazas autorizadas del vehículo. También se podría dar el caso en el que los viajeros procedentes de Madrid no se les permita continuar el viaje si van de pie al llegar a Fuente el Saz de Jarama y verse obligados a abandonar el autobús y esperar al siguiente que permita viajeros sentados. De esta manera, todos los servicios EXPRESS no permiten viajeros de pie, al circular por la autovía A-1 en vez de la vía de servicio de la misma.
- Al ser esta línea el eje principal del Río Jarama como comunicación a municipios alejados, sus horarios suelen estar coordinados con las furgonetas micro que enlazan en Torrelaguna. Estas serían las líneas 197A, 197B, 197C, 197D, 197E y 913. La idea es que los horarios permitan el enlace rápido para ir y volver de Madrid y que las líneas estén coordinadas entre ellas. A pesar de que muchas líneas sí permiten estos enlaces, existen servicios en los que por escasos minutos se pierde la conexión en Torrelaguna hacia/desde los pueblos con el servicio que procede o baja a Madrid.

## Horarios
Los horarios que no sean cabecera son aproximados.
| Lunes a viernes laborables              |                      |                      |                      |                      |                      |                      |                      |                      |                      |                      |                      |                      |                      |                      |                      |                      |                      |                      |                      |                      |                      |
| Madrid > Torrelaguna                    | Madrid > Torrelaguna | Madrid > Torrelaguna | Madrid > Torrelaguna | Madrid > Torrelaguna | Madrid > Torrelaguna | Madrid > Torrelaguna | Madrid > Torrelaguna | Madrid > Torrelaguna | Madrid > Torrelaguna | Madrid > Torrelaguna | Torrelaguna > Madrid | Torrelaguna > Madrid | Torrelaguna > Madrid | Torrelaguna > Madrid | Torrelaguna > Madrid | Torrelaguna > Madrid | Torrelaguna > Madrid | Torrelaguna > Madrid | Torrelaguna > Madrid | Torrelaguna > Madrid | Torrelaguna > Madrid |
| Madrid                                  | Fte el Saz           | Urb. Silillos        | Valdetorres          | Talamanca            | Valdepiélagos        | Torrelaguna          | Redueña              | Torremocha           | Patones              | Uceda                | Uceda                | Patones              | Torremocha           | Redueña              | Torrelaguna          | Valdepiélagos        | Talamanca            | Valdetorres          | Urb. Silillos        | Fte el Saz           | Madrid               |
| 06:30                                   | 07:05                | →                    | 07:15                | 07:20                | →                    | 07:35                |                      |                      |                      |                      |                      |                      |                      |                      |                      |                      | 06:10                | 06:15                | →                    | 06:25                | 06:55                |
| 07:00                                   | 07:25                | →                    | 07:35                |                      |                      |                      |                      |                      |                      |                      |                      |                      |                      |                      | 06:00                | →                    | 06:15                | 06:20                | →                    | 06:30                | 07:00                |
| 07:15                                   | 07:40                | →                    | 07:50                | 07:55                | →                    | 08:10                |                      |                      |                      |                      | 06:05                | →                    | 06:20                | 06:25                | →                    | 06:35                |                      |                      |                      |                      |                      |
| 07:20                                   | 07:55                | →                    | 08:05                | 08:10                | 08:15                | 08:30                | →                    | 08:35                |                      |                      | 06:15                | →                    | 06:30                | 06:35                | 06:45                | 06:50                | 07:40                |                      |                      |                      |                      |
| 08:00                                   | 08:35                | →                    | 08:45                | 08:50                | →                    | 09:05                |                      |                      |                      |                      | 06:20                | →                    | 06:35                | 06:40                | →                    | 06:50                | 07:20                |                      |                      |                      |                      |
| 08:00                                   | 08:35                | 08:40                | 08:45                |                      |                      |                      |                      |                      |                      |                      |                      |                      |                      |                      |                      |                      |                      | 06:50                | →                    | 07:00                | 07:35                |
| 08:45                                   | 09:20                | →                    | 09:30                | 09:35                | →                    | 09:50                |                      |                      |                      |                      |                      |                      |                      |                      | 06:30                | →                    | 06:45                | 06:50                | →                    | →                    | 07:20                |
| 09:15                                   | 09:50                | →                    | 10:00                | 10:05                | →                    | 10:20                | 06:45                | →                    | 07:00                | 07:05                | →                    | 07:15                | 08:05                |                      |                      |                      |                      |                      |                      |                      |                      |
| 10:10                                   | 10:35                | →                    | 10:45                |                      |                      |                      |                      |                      |                      |                      | 07:00                | →                    | 07:15                | 07:20                | →                    | →                    | 07:50                |                      |                      |                      |                      |
| 10:15                                   | 10:50                | →                    | 11:00                | 11:05                | →                    | 11:20                |                      |                      |                      |                      |                      |                      |                      |                      |                      |                      |                      | 07:20                | →                    | 07:30                | 08:05                |
| 11:00                                   | 11:35                | →                    | 11:45                | 11:50                | →                    | 12:05                |                      |                      |                      |                      |                      |                      | 07:30                | 07:35                | →                    | 07:45                | 08:35                |                      |                      |                      |                      |
| 11:30                                   | 12:05                | →                    | 12:15                | 12:20                | →                    | 12:35                |                      |                      |                      |                      | 07:15                | 07:30                | 07:40                | 07:45                | →                    | 07:55                | 08:45                |                      |                      |                      |                      |
| 12:00                                   | 12:35                | →                    | 12:45                | 12:50                | →                    | 13:05                | →                    | 13:10                |                      |                      | 07:30                | →                    | 07:45                | 07:50                | →                    | →                    | 08:40                |                      |                      |                      |                      |
| 12:40                                   | 13:15                | →                    | 13:20                | 13:30                | →                    | 13:45                |                      |                      |                      |                      |                      |                      |                      |                      |                      |                      | 07:55                | 08:00                | →                    | 08:10                |                      |
| 13:25                                   | 14:00                | →                    | 14:10                | 14:15                | →                    | 14:30                |                      |                      |                      |                      |                      |                      |                      |                      |                      |                      |                      | 08:02                | →                    | 08:12                |                      |
| 13:30                                   | 14:05                | →                    | 14:15                | 14:20                | →                    | 14:35                |                      |                      |                      |                      |                      |                      |                      |                      |                      | 08:25                | 08:55                |                      |                      |                      |                      |
| 13:55                                   | 14:20                |                      |                      |                      |                      |                      |                      |                      |                      |                      |                      |                      |                      |                      | 07:45                | →                    | 08:00                | 08:05                | →                    | 08:15                | 09:00                |
|                                         | 14:30                | →                    | 14:40                |                      |                      |                      |                      |                      |                      |                      | 07:40                | 07:45                | 07:50                | →                    | 08:00                | 08:15                | 08:25                | 08:30                | 08:40                | 08:45                | 09:30                |
| 14:30                                   | →                    | 14:45                | 14:50                |                      |                      |                      |                      |                      |                      |                      |                      |                      |                      | 08:30                | →                    | 08:45                | 08:50                | →                    | 09:00                | 09:50                |                      |
| 14:00                                   | 14:35                | →                    | 14:45                | 14:50                | →                    | 15:05                |                      |                      |                      |                      |                      |                      | 08:55                | →                    | 09:00                | →                    | 09:15                | 09:20                | →                    | 09:30                | 10:20                |
| 14:25                                   | 15:00                | →                    | 15:15                | 15:20                | →                    | 15:35                |                      |                      |                      |                      | 09:30                | →                    | 09:45                | 09:50                | →                    | 10:00                | 10:50                |                      |                      |                      |                      |
| 14:30                                   | 15:05                | →                    | 15:20                | 15:25                | →                    | 15:40                | 10:00                | →                    | 10:15                | 10:20                | →                    | 10:30                | 11:20                |                      |                      |                      |                      |                      |                      |                      |                      |
| 14:40                                   | 15:15                | 15:20                | 15:30                | 15:35                | 15:45                | 16:00                | →                    | 16:05                | 16:10                | 16:30                | 10:30                | 10:45                | 10:55                | 11:00                | →                    | 11:10                | 12:00                |                      |                      |                      |                      |
| 14:40                                   | 15:15                | 15:20                | 15:30                | 15:35                | 15:45                | 16:00                | →                    | 16:05                | 16:10                | 16:30                | 11:30                | →                    | 11:45                | 11:50                | →                    | 12:00                | 12:50                |                      |                      |                      |                      |
| 15:00                                   | 15:35                | →                    | 15:45                | 15:50                | →                    | 16:05                | →                    | 16:10                |                      |                      | 12:15                | →                    | 12:30                | 12:35                | →                    | 12:45                | 13:35                |                      |                      |                      |                      |
| 15:30                                   | 16:05                | →                    | 16:15                | 16:20                | →                    | 16:35                | 16:45                |                      |                      |                      | 12:50                | →                    | 13:05                | 13:10                | →                    | 13:20                | 14:10                |                      |                      |                      |                      |
| 16:00                                   | 16:35                | →                    | 16:45                | 16:50                | 16:52                | 17:05                |                      |                      |                      |                      |                      |                      | 13:25                | →                    | 13:30                | →                    | 13:45                | 13:50                | →                    | 14:00                | 14:50                |
| 16:45                                   | 17:20                | →                    | 17:30                | 17:35                | →                    | 17:50                |                      |                      |                      |                      |                      |                      |                      |                      |                      |                      |                      | 14:35                | →                    | 14:45                | 15:05                |
| 16:45                                   | 17:15                |                      |                      |                      |                      |                      |                      |                      |                      |                      |                      |                      |                      |                      | 14:15                | →                    | 14:30                | 14:35                | →                    | 14:45                | 15:35                |
| 17:30                                   | 18:05                | 18:10                | 18:20                | 18:25                | →                    | 18:40                |                      |                      |                      |                      | 15:00                | →                    | 15:15                | 15:20                | →                    | 15:30                | 16:10                |                      |                      |                      |                      |
| 17:30                                   | 18:00                | →                    | 18:10                | 18:15                | →                    | 18:25                | 15:30                | →                    | 15:45                | 15:50                | →                    | 16:00                | 16:50                |                      |                      |                      |                      |                      |                      |                      |                      |
| 18:00                                   | 18:35                | →                    | 18:45                | 18:50                | →                    | 19:05                | →                    | 19:10                |                      |                      | 15:30                | 15:45                | 15:50                | 15:55                | 16:00                | 16:10                | 16:55                |                      |                      |                      |                      |
| 18:30                                   | 19:05                | →                    | 19:15                | 19:20                | →                    | 19:35                |                      |                      |                      |                      | 16:00                | →                    | 16:15                | 16:20                | →                    | 16:30                | 17:20                |                      |                      |                      |                      |
| 19:00                                   | 19:35                | →                    | 19:45                | 19:50                | →                    | 20:05                | 20:15                |                      |                      |                      |                      |                      | 16:25                | →                    | 16:30                | →                    | 16:55                | 17:00                | →                    | 17:10                | 18:00                |
| 19:00                                   | 19:30                |                      |                      |                      |                      |                      |                      |                      |                      |                      | 16:30                | 16:35                | 16:40                | →                    | 16:50                | →                    | 17:05                | 17:10                | →                    | 17:20                | 18:10                |
| 19:30                                   | 20:05                | →                    | 20:15                | 20:20                | →                    | 20:35                |                      |                      |                      |                      |                      |                      |                      | 16:50                | 17:05                | →                    | 17:15                | 17:20                | →                    | 17:30                | 18:20                |
| 20:00                                   | 20:35                | 20:40                | 20:50                | 21:00                | 21:05                | 21:25                | →                    | 21:30                | 21:35                | 21:55                |                      |                      |                      |                      | 17:30                | 17:45                | 17:50                | 17:55                | →                    | 18:05                | 18:55                |
| 20:30                                   | 21:05                | →                    | 21:15                | 21:20                | →                    | 21:35                |                      |                      |                      |                      | 17:30                | →                    | 17:45                | 17:50                | →                    | →                    | 18:50                |                      |                      |                      |                      |
| 21:00                                   | 21:35                | →                    | 21:45                | 21:50                | →                    | 22:05                | 18:00                | →                    | 18:15                | 18:20                | →                    | 18:30                | 19:20                |                      |                      |                      |                      |                      |                      |                      |                      |
| 21:30                                   | 22:05                | →                    | 22:15                | 22:20                | →                    | 22:35                | 19:00                | →                    | 19:15                | 19:20                | →                    | 19:30                | 20:20                |                      |                      |                      |                      |                      |                      |                      |                      |
| 22:00                                   | 22:35                | →                    | 22:45                | 22:50                | →                    | 23:05                | 19:30                | →                    | 19:45                | 19:50                | →                    | 20:00                | 20:50                |                      |                      |                      |                      |                      |                      |                      |                      |
| 22:30                                   | 23:05                | →                    | 23:15                | 23:20                | →                    | 23:35                | 20:00                | →                    | 20:15                | 20:20                | →                    | 20:30                | 21:20                |                      |                      |                      |                      |                      |                      |                      |                      |
| 23:30                                   | 00:05                | →                    | 00:15                | 00:20                | →                    | 00:35                |                      |                      |                      | 20:30                | 20:45                | →                    | 21:00                | 21:05                | →                    | 21:15                | 22:05                |                      |                      |                      |                      |
|                                         |                      |                      |                      |                      |                      |                      |                      |                      |                      |                      |                      |                      |                      |                      | 21:00                | →                    | 21:15                | 21:20                | →                    | 21:30                | 22:15                |
| 22:00                                   | →                    | 22:15                | 22:20                | →                    | 22:30                | 23:10                |                      |                      |                      |                      |                      |                      |                      |                      |                      |                      |                      |                      |                      |                      |                      |
| 22:45                                   | →                    | 23:00                | 23:05                | →                    | 23:15                | 23:50                |                      |                      |                      |                      |                      |                      |                      |                      |                      |                      |                      |                      |                      |                      |                      |
| Noches de viernes y vísperas de festivo |                      |                      |                      |                      |                      |                      |                      |                      |                      |                      |                      |                      |                      |                      |                      |                      |                      |                      |                      |                      |                      |
| 00:00                                   | 00:35                | →                    | 00:45                | 00:50                | →                    | 01:05                |                      |                      |                      |                      |                      |                      |                      |                      | 22:30                | →                    | 22:45                | 22:50                | →                    | 23:00                | 23:35                |
| 01:00                                   | 01:35                |                      |                      |                      |                      |                      |                      |                      |                      |                      | 01:50                | →                    | 02:05                | 02:10                | →                    | 02:20                | 02:55                |                      |                      |                      |                      |
| 03:00                                   | 03:35                | →                    | 03:45                | 03:50                | →                    | 04:05                |                      |                      |                      |                      |                      |                      |                      |                      |                      |                      |                      |                      |                      |                      |                      |
| Todo el año                             |                      |                      |                      |                      |                      |                      |                      |                      |                      |                      |                      |                      |                      |                      |                      |                      |                      |                      |                      |                      |                      |
| Sábados laborables                      |                      |                      |                      |                      |                      |                      |                      |                      |                      |                      |                      |                      |                      |                      |                      |                      |                      |                      |                      |                      |                      |
| Madrid > Torrelaguna                    | Madrid > Torrelaguna | Madrid > Torrelaguna | Madrid > Torrelaguna | Madrid > Torrelaguna | Madrid > Torrelaguna | Madrid > Torrelaguna | Madrid > Torrelaguna | Madrid > Torrelaguna | Madrid > Torrelaguna | Madrid > Torrelaguna | Torrelaguna > Madrid | Torrelaguna > Madrid | Torrelaguna > Madrid | Torrelaguna > Madrid | Torrelaguna > Madrid | Torrelaguna > Madrid | Torrelaguna > Madrid | Torrelaguna > Madrid | Torrelaguna > Madrid | Torrelaguna > Madrid | Torrelaguna > Madrid |
| Madrid                                  | Fte el Saz           | Urb. Silillos        | Valdetorres          | Talamanca            | Valdepiélagos        | Torrelaguna          | Redueña              | Torremocha           | Patones              | Uceda                | Uceda                | Patones              | Torremocha           | Redueña              | Torrelaguna          | Valdepiélagos        | Talamanca            | Valdetorres          | Urb. Silillos        | Fte el Saz           | Madrid               |
| 07:15                                   | 07:50                | →                    | 08:00                | 08:05                | →                    | 08:20                |                      |                      |                      |                      |                      |                      |                      |                      | 06:45                | →                    | 07:00                | 07:05                | →                    | 07:15                | 07:50                |
| 07:15                                   | 07:45                |                      |                      |                      |                      |                      |                      |                      |                      |                      | 07:45                | 08:00                | 08:05                | 08:10                | →                    | 08:20                | 09:00                |                      |                      |                      |                      |
| 08:00                                   | 08:35                | →                    | 08:45                | 08:50                | 08:52                | 09:05                | →                    | 09:10                | 09:15                | 09:35                | 09:00                | →                    | 09:15                | 09:20                | →                    | 09:30                | 10:05                |                      |                      |                      |                      |
| 09:30                                   | 10:05                | →                    | 10:15                | 10:20                | →                    | 10:35                |                      |                      |                      |                      | 10:10                | 10:15                | 10:20                | →                    | 10:30                | →                    | 10:45                | 10:50                | 11:05                | 11:15                | 11:50                |
| 11:00                                   | 11:35                | →                    | 11:45                | 11:50                | →                    | 12:05                | →                    | 12:10                | 12:15                | 12:35                |                      |                      |                      |                      | 12:00                | →                    | 12:15                | 12:20                | →                    | 12:30                | 13:05                |
| 11:00                                   | 11:25                | →                    | 11:35                |                      |                      |                      |                      |                      |                      |                      |                      |                      |                      |                      |                      |                      |                      | 12:20                | →                    | 12:30                | 13:05                |
| 12:30                                   | 13:05                | →                    | 13:15                | 13:20                | →                    | 13:35                |                      |                      |                      |                      |                      |                      |                      |                      |                      |                      |                      |                      |                      | 13:55                | 13:25                |
| 13:25                                   | 13:50                |                      |                      |                      |                      |                      |                      |                      |                      |                      | 13:10                | 13:15                | 13:20                | →                    | 13:30                | →                    | 13:45                | 13:50                | →                    | 14:00                | 14:35                |
| 13:30                                   | 14:05                | →                    | 14:15                | 14:20                | 14:22                | 14:35                | →                    | 14:45                | 14:55                | 15:05                |                      |                      |                      |                      | 14:15                | 14:30                | 14:35                | 14:40                | →                    | 14:50                | 15:35                |
| 15:00                                   | 15:35                | 15:40                | 15:50                | 15:55                | →                    | 16:10                |                      |                      |                      |                      |                      |                      |                      |                      |                      |                      |                      |                      |                      | 15:50                | 16:20                |
| 15:00                                   | 15:30                |                      |                      |                      |                      |                      |                      |                      |                      |                      |                      |                      |                      |                      | 15:30                | →                    | 15:45                | 15:50                | →                    | 16:00                | 16:35                |
| 16:00                                   | 16:35                | →                    | 16:45                |                      |                      |                      |                      |                      |                      |                      |                      |                      |                      |                      |                      |                      |                      | 16:50                | →                    | 17:00                | 17:35                |
| 16:40                                   | 17:10                | →                    | 17:20                |                      |                      |                      |                      |                      |                      |                      | 17:30                | →                    | 17:40                | 18:10                |                      |                      |                      |                      |                      |                      |                      |
| 16:45                                   | 17:20                | →                    | 17:30                | 17:35                | →                    | 17:50                |                      |                      |                      |                      |                      |                      |                      |                      | 17:00                | →                    | 17:15                | 17:20                | →                    | 17:30                | 18:05                |
| 17:55                                   | 18:30                | →                    | 18:40                |                      |                      |                      |                      |                      |                      |                      | 18:15                | →                    | 18:30                | 18:35                | →                    | 18:45                | 19:20                |                      |                      |                      |                      |
| 18:00                                   | 18:35                | →                    | 18:45                | 18:50                | →                    | 19:05                |                      |                      |                      |                      |                      |                      |                      |                      |                      |                      |                      | 19:15                | →                    | 19:25                | 20:00                |
| 19:00                                   | 19:35                | →                    | 19:45                | 19:50                | →                    | 20:05                | →                    | 20:10                |                      |                      |                      |                      |                      |                      | 19:30                | →                    | 19:45                | 19:50                | →                    | →                    | 20:40                |
| 20:00                                   | 20:35                | →                    | 20:45                | 20:50                | →                    | 21:05                | 21:10                |                      |                      |                      | 19:10                | 19:15                | 19:20                | →                    | 19:30                | 19:45                | 19:50                | 19:55                | →                    | 20:05                | 20:45                |
| 20:55                                   | 21:30                | →                    | 21:40                |                      |                      |                      |                      |                      |                      |                      |                      |                      | 20:25                | →                    | 20:30                | →                    | 20:45                | 20:50                | →                    | 21:00                | 21:35                |
| 21:00                                   | 21:35                | →                    | 21:45                | 21:50                | →                    | 22:05                |                      |                      |                      |                      |                      |                      |                      |                      |                      |                      |                      | 21:45                | →                    | 21:55                | 22:30                |
| 21:30                                   | 22:05                | →                    | 22:15                | 22:20                | →                    | 22:35                |                      |                      |                      | 21:15                | 21:30                | →                    | 21:45                | 21:50                | →                    | 22:00                | 22:35                |                      |                      |                      |                      |
| 22:00                                   | 22:35                | →                    | 22:45                | 22:50                | →                    | 23:05                |                      |                      |                      |                      | 22:45                | →                    | 23:00                | 23:05                | →                    | 23:15                | 23:50                |                      |                      |                      |                      |
| 22:55                                   | 23:30                | →                    | 23:40                |                      |                      |                      |                      |                      |                      |                      | 23:15                | →                    | 23:30                | 23:35                | →                    | 23:45                | 00:20                |                      |                      |                      |                      |
| 23:00                                   | 23:35                | →                    | 23:45                | 23:50                | 23:52                | 00:05                | →                    | 00:10                | 00:15                | 00:35                | 01:50                | →                    | 02:05                | 02:10                | →                    | 02:20                | 02:55                |                      |                      |                      |                      |
| 00:00                                   | 00:35                | →                    | 00:45                | 00:50                | →                    | 01:05                |                      |                      |                      |                      |                      |                      |                      |                      |                      |                      |                      |                      |                      |                      |                      |
| 01:00                                   | 01:35                |                      |                      |                      |                      |                      |                      |                      |                      |                      |                      |                      |                      |                      |                      |                      |                      |                      |                      |                      |                      |
| 03:00                                   | 03:35                | →                    | 03:45                | 03:50                | →                    | 04:05                |                      |                      |                      |                      |                      |                      |                      |                      |                      |                      |                      |                      |                      |                      |                      |
| Todo el año                             |                      |                      |                      |                      |                      |                      |                      |                      |                      |                      |                      |                      |                      |                      |                      |                      |                      |                      |                      |                      |                      |
| Domingos y festivos                     |                      |                      |                      |                      |                      |                      |                      |                      |                      |                      |                      |                      |                      |                      |                      |                      |                      |                      |                      |                      |                      |
| Madrid > Torrelaguna                    | Madrid > Torrelaguna | Madrid > Torrelaguna | Madrid > Torrelaguna | Madrid > Torrelaguna | Madrid > Torrelaguna | Madrid > Torrelaguna | Madrid > Torrelaguna | Madrid > Torrelaguna | Madrid > Torrelaguna | Madrid > Torrelaguna | Torrelaguna > Madrid | Torrelaguna > Madrid | Torrelaguna > Madrid | Torrelaguna > Madrid | Torrelaguna > Madrid | Torrelaguna > Madrid | Torrelaguna > Madrid | Torrelaguna > Madrid | Torrelaguna > Madrid | Torrelaguna > Madrid | Torrelaguna > Madrid |
| Madrid                                  | Fte el Saz           | Urb. Silillos        | Valdetorres          | Talamanca            | Valdepiélagos        | Torrelaguna          | Redueña              | Torremocha           | Patones              | Uceda                | Uceda                | Patones              | Torremocha           | Redueña              | Torrelaguna          | Valdepiélagos        | Talamanca            | Valdetorres          | Urb. Silillos        | Fte el Saz           | Madrid               |
| 08:00                                   | 08:35                | →                    | 08:45                | 08:50                | 08:52                | 09:05                | →                    | 09:10                | 09:15                | 09:35                |                      |                      |                      |                      | 06:45                | →                    | 07:00                | 07:05                | →                    | 07:15                | 07:50                |
| 08:00                                   | 08:30                | →                    | 08:40                | 08:45                | →                    | 09:00                |                      |                      |                      |                      | 07:45                | →                    | 08:00                | 08:05                | →                    | 08:15                | 08:50                |                      |                      |                      |                      |
| 09:30                                   | 10:05                | →                    | 10:15                | 10:20                | →                    | 10:35                | 09:15                | →                    | 09:30                | 09:35                | →                    | 09:45                | 10:20                |                      |                      |                      |                      |                      |                      |                      |                      |
| 11:00                                   | 11:35                | →                    | 11:45                | 11:50                | →                    | 12:05                | →                    | 12:10                | 12:15                | 12:35                | 10:10                | 10:15                | 10:20                | →                    | 10:30                | 10:45                | 10:50                | 10:55                | 11:10                | 11:20                | 11:55                |
| 11:00                                   | 11:35                | →                    | 11:45                |                      |                      |                      |                      |                      |                      |                      |                      |                      |                      |                      |                      |                      |                      | 12:20                | →                    | 12:30                | 13:05                |
| 12:30                                   | 13:05                | →                    | 13:15                | 13:20                | →                    | 13:35                |                      |                      |                      |                      |                      |                      |                      |                      | 12:00                | →                    | 12:15                | 12:20                | →                    | 12:30                | 13:05                |
| 13:30                                   | 14:05                | →                    | 14:15                | 14:20                | 14:22                | 14:35                | →                    | 14:45                | 14:55                | 15:05                | 13:10                | 13:15                | 13:20                | →                    | 13:30                | →                    | 13:45                | 13:50                | →                    | 14:00                | 14:35                |
| 14:30                                   | 15:05                | →                    | 15:75                | 15:20                | →                    | 15:35                |                      |                      |                      |                      |                      |                      |                      |                      | 14:15                | 14:30                | 14:35                | 14:40                | →                    | 14:50                | 15:35                |
| 15:30                                   | 16:05                | →                    | 16:15                | 16:20                | →                    | 16:35                | 15:30                | →                    | 15:45                | 15:50                | →                    | 16:00                | 16:35                |                      |                      |                      |                      |                      |                      |                      |                      |
| 16:00                                   | 16:35                | →                    | 16:45                |                      |                      |                      |                      |                      |                      |                      | 16:00                | →                    | 16:15                | 16:20                | →                    | 16:30                | 17:05                |                      |                      |                      |                      |
| 16:45                                   | 17:20                | →                    | 17:30                | 17:35                | →                    | 17:50                |                      |                      |                      |                      |                      |                      |                      |                      |                      |                      |                      | 16:50                | →                    | 17:00                | 17:35                |
| 17:30                                   | 18:05                | →                    | 18:15                | 18:20                | →                    | 18:35                | →                    | 18:45                | 18:55                | 19:05                |                      |                      |                      |                      | 17:00                | →                    | 17:15                | 17:20                | →                    | 17:30                | 18:05                |
| 17:55                                   | 18:30                | →                    | 18:40                |                      |                      |                      |                      |                      |                      |                      | 18:00                | →                    | 18:15                | 18:20                | →                    | 18:30                | 19:05                |                      |                      |                      |                      |
| 18:00                                   | 18:35                | →                    | 18:45                | 18:50                | →                    | 19:05                | 19:10                |                      |                      |                      |                      |                      |                      |                      |                      |                      |                      | 19:15                | →                    | 19:25                | 20:00                |
| 19:00                                   | 19:35                | 19:40                | 19:50                | 19:55                | →                    | 20:10                |                      |                      |                      |                      |                      |                      |                      | 19:20                | 19:35                | →                    | 19:50                | 19:55                | →                    | 20:05                | 20:40                |
| 20:00                                   | 20:35                | →                    | 20:45                | 20:50                | →                    | 21:05                | →                    | 21:10                |                      |                      | 19:10                | 19:15                | 19:20                | →                    | 19:30                | 19:45                | 19:55                | 20:05                | →                    | 20:10                | 20:45                |
| 21:10                                   | 21:45                | →                    | 21:55                |                      |                      |                      |                      |                      |                      |                      |                      |                      |                      |                      | 20:30                | →                    | 20:45                | 20:50                | →                    | 21:00                | 21:35                |
| 21:15                                   | 21:50                | →                    | 22:00                | 22:05                | →                    | 22:20                |                      |                      |                      |                      |                      |                      | 21:25                | →                    | 21:30                | →                    | 21:40                | 21:45                | →                    | 21:55                | 22:30                |
| 22:00                                   | 22:35                | →                    | 22:45                | 22:50                | →                    | 23:05                |                      |                      |                      |                      |                      |                      |                      | 22:00                | →                    | 22:10                | 22:45                |                      |                      |                      |                      |
| 22:55                                   | 23:30                | →                    | 23:40                |                      |                      |                      |                      |                      |                      |                      |                      |                      |                      |                      | 22:30                | →                    | 22:45                | 22:50                | →                    | 23:00                | 23:40                |
| 23:00                                   | 23:35                | →                    | 23:45                | 23:50                | 23:52                | 00:05                | →                    | 00:10                | 00:15                | 00:35                |                      |                      |                      |                      |                      |                      |                      |                      |                      |                      |                      |

## Recorrido y paradas

### Nota sobre los refuerzos lectivos
Como se ha mencionado en los horarios de la línea, ésta posee algunas expediciones muy particulares que dan servicio los días lectivos al colegio IES Gustavo Adolfo Bécquer en Algete y que no realizan las paradas habituales de la línea si no en poblaciones muy concretas en función de las necesidades de los ayuntamientos de la zona con alumnos en dicho colegio. Por este motivo no se han detallado dichas paradas en las siguientes tablas de paradas de la línea, pero se pueden consultar en el documento KML que se encuentra publicado en la página de información de la línea.

### Sentido Torrelaguna

Esquema de dársenas del intercambiador subterráneo de Plaza de Castilla

La línea inicia su recorrido en el intercambiador subterráneo de Plaza de Castilla, en la dársena 33 (los servicios que parten desde la superficie del intercambiador de Plaza de Castilla lo hacen desde la dársena 51), en este punto se establece correspondencia con todas las líneas de los corredores 1 y 7 con cabecera en el intercambiador de Plaza de Castilla. En la superficie efectúan parada varias líneas urbanas con las que tiene correspondencia, y a través de pasillos subterráneos enlaza con las líneas 1, 9 y 10 del Metro de Madrid.
Tras abandonar los túneles del intercambiador subterráneo, la línea sale al Paseo de la Castellana, donde tiene una primera parada frente al Hospital La Paz (subida de viajeros). A partir de aquí sale por la M-30 hasta el nudo de Manoteras y toma la A-1.
La línea circula por la A-1 hasta la salida de Alcobendas, donde circula por la Avenida Olímpica (1 parada para la subida de viajeros), la Calle de Francisca Delgado y el Bulevar de Salvador Allende, de igual manera que circula después por el Paseo de Europa de San Sebastián de los Reyes con 6 paradas para la subida de viajeros (sólo se permite el descenso de viajeros en la parada 06693 - Paseo de Europa - Calle de María Santos Colmenar).
El objetivo de restringir las paradas del casco urbano de Alcobendas y San Sebastián de los Reyes a sólo permitir la subida de viajeros se debe a que esas zonas que recorre esta línea ya están cubiertas por Metro y otras líneas interurbanas con cabecera en el Intercambiador de Plaza de Castilla que tienen mucha mayor frecuencia y colapsarían la línea 197 para realizar trayectos muy cortos. De esta forma se evita que las expediciones de esta línea vayan llenas y no puedan recoger a los viajeros con destinos mucho más alejados de Madrid cuya única opción sea la línea 197 y un trayecto de en muchas ocasiones superior a 1h.
Al final del Paseo de Europa sale a la N-1, al final de la cual se incorpora a la carretera M-100, en la que tiene 3 paradas para atender a las zonas industriales que se sitúan en torno a dicha carretera, aún dentro del término municipal de San Sebastián de los Reyes.
Al llegar al cruce con la carretera M-111, toma ésta en dirección a Fuente el Saz de Jarama, dando servicio con 3 paradas a urbanizaciones Cottolengo, Prado Norte y Soto Duque de Algete. Al final de la carretera llega a Fuente el Saz de Jarama, donde tiene 5 paradas dentro del casco urbano, y toma la carretera M-103 realizando una parada en el Polígono Industrial La Cuesta y otra en la peletería cerca de Valdetorres de Jarama.
Circulando por esta carretera, atraviesa los cascos urbanos de Valdetorres de Jarama (2 paradas) y Talamanca de Jarama (2 paradas), tiene una parada en el cruce con la Urbanización Caraquiz y finalmente llega a Torrelaguna, donde tiene 3 paradas, estando su cabecera en el Camino de la Soledad.
A partir de aquí, algunas expediciones continúan su recorrido hacia la vecina localidad de Redueña, a Torremocha de Jarama (2 paradas) o a Uceda, (pasando por Torremocha de Jarama (3 paradas) y Patones (2 paradas)).
| Código | Zona | Localidad                  | Denominación                                            | Ubicación                                        | Líneas de la parada | Metro                  |
| --- | ---- | -------------------------- | ------------------------------------------------------- | ------------------------------------------------ | --- | ---------------------- |
| 17470D |      | Madrid                     | Intercambiador de Plaza de Castilla - Dársena 33        | Avenida de Asturias Nº2                          | Ocasionalmente cuando hay 2 expediciones de la línea 197 con la misma hora de salida se utilizará la dársena 34 si no existe un servicio de la línea 714 a la misma hora. | Plaza de Castilla      |
| Cabecera de las expediciones que salen desde la superficie del Intercambiador de Plaza de Castilla                                  |      |                            |                                                         |                                                  | |                        |
| 18074J |      | Madrid                     | Intercambiador de Plaza de Castilla - Dársena 51        | Paseo de la Castellana Nº195                     | 67 197 N104 | Plaza de Castilla      |
| Parada del itinerario normal |      |                            |                                                         |                                                  | |                        |
| 3253 |      | Madrid                     | Paseo de la Castellana - Hospital La Paz                | Paseo de la Castellana Nº304 - Acceso Nudo Norte | 173 174 176 151 152C 153 154C 155 155B 156 157 157C 159 161 171 181 182 183 184 185 191193194195196197N101 N102 N103 N104                                                 | Begoña                 |
| Los recorridos "EXPRESS" no realizan ninguna de las siguientes paradas hasta llegar a la parada 12080 en San Sebastián de los Reyes |      |                            |                                                         |                                                  | |                        |
| 06692 |      | Alcobendas                 | Avenida Olímpica - Pabellón Deportivo                   | Avenida Olímpica Nº5                             | 151 152C 153 154 154C 156 158 161 171 181 182 183 191193194195196197N103 N104VAC-242                                                                                      |                        |
| 15192 |      | San Sebastián de los Reyes | Paseo de Europa - Avenida del Juncal                    | Paseo de Europa Nº26                             | 152C 154 156 161 180 181 182 183 191193194195196197N103 N1044 7 |                        |
| 06693 |      | San Sebastián de los Reyes | Paseo de Europa - Calle de María Santos Colmenar        | Paseo de Europa S/N.º                            | 152C 154 156 161 180 181 182 183 191 193 194 195 196 197 N103 N104 VAC-2424 7                                                                                             |                        |
| 12421 |      | San Sebastián de los Reyes | Paseo de Europa - Avenida de los Montes de Oca          | Paseo de Europa Nº14                             | 171 180 181 182 183 191193194195196197N103 N104 |                        |
| 11402 |      | San Sebastián de los Reyes | Paseo de Europa - Glorieta de Antoni Gaudí              | Paseo de Europa Nº7                              | 171 180 181 182 183 191193194195196197N103 N104 |                        |
| 17474 |      | San Sebastián de los Reyes | Paseo de Europa - Hospital Infanta Sofía                | Paseo de Europa Nº11                             | 152C 161 166 171 180 181 182 183 191193194195196197210 N103 N104 | Hospital Infanta Sofía |
| 16437 |      | San Sebastián de los Reyes | Carretera Antigua de Burgos - Centro Comercial Alegra   | N-1 km. 19,9                                     | 161 166 171 180 181 182 183 185 191193194195196197210 N103 N104 |                        |
| Los recorridos "EXPRESS" vuelven a realizar paradas desde aquí                                                                      |      |                            |                                                         |                                                  | |                        |
| Paradas del itinerario normal |      |                            |                                                         |                                                  | |                        |
| 12080 |      | San Sebastián de los Reyes | Carretera M-100 - La Hacienda                           | M-100 km. 23,5                                   | 197 |                        |
| 10227 |      | San Sebastián de los Reyes | Carretera M-100 - Camino viejo de Barajas               | M-100 km. 22,2                                   | 180 181 182 183 184 185 197 210 N103 |                        |
| 06736 |      | San Sebastián de los Reyes | Carretera M-100 - El Casetón                            | M-100 km. 21,6                                   | 180 181 182 183 184 185 197 210 N103 |                        |
| Los recorridos que pasan por el Instituto de Algete realizan las siguientes paradas                                                 |      |                            |                                                         |                                                  | |                        |
| 11699 |      | Algete                     | Avenida de Europa - Instituto                           | Avenida de Europa Nº89                           | 197 |                        |
| 12340 |      | Fuente el Saz de Jarama    | Avenida de Hierbas Dulces - Calle de 4 Calles           | Avenida de Hierbas Dulces Nº25                   | 197 254 |                        |
| 10301 |      | Fuente el Saz de Jarama    | Avenida de Julián Sánchez - Avenida de la Constitución  | Avenida de Julián Sánchez S/N.º                  | 197 254 |                        |
| Los recorridos que pasan por el Instituto de Algete no realizan las siguientes paradas                                              |      |                            |                                                         |                                                  | |                        |
| 11456 |      | Algete                     | Carretera M-111 - Urbanización Cottolengo               | Carretera M-111 km. 15,7                         | 197 |                        |
| 11463 |      | Algete                     | Carretera M-111 - Urbanización Prado Norte              | Carretera M-111 km. 17,9                         | 197 |                        |
| 18711 |      | Algete                     | Carretera M-111 - Camino de los Malatones               | Carretera M-111 km. 19                           | 197 |                        |
| 12342 |      | Fuente el Saz de Jarama    | Avenida del Pilar - Avenida de Madrid                   | Avenida del Pilar Nº15                           | 197 |                        |
| 10300 |      | Fuente el Saz de Jarama    | Avenida de Julián Sánchez - Avenida de la Constitución  | Avenida de Julián Sánchez Nº3B                   | 197 254 FS2 |                        |
| 12341 |      | Fuente el Saz de Jarama    | Avenida de Hierbas Dulces - Calle de 4 Calles           | Avenida de Hierbas Dulces Nº16                   | 197 254 FS2 |                        |
| 17999 |      | Fuente el Saz de Jarama    | Calle Algete - Carretera de Alalpardo                   | Calle Algete Nº18                                | 184 197 FS2 |                        |
| 12085 |      | Fuente el Saz de Jarama    | Carretera de Torrelaguna - Las Clarisas                 | Carretera de Torrelaguna km. 12,4                | 184 197 FS2 |                        |
| Paradas del itinerario normal |      |                            |                                                         |                                                  | |                        |
| 12082 |      | Fuente el Saz de Jarama    | Carretera M-103 - Polígono Industrial La Cuesta         | Carretera de Torrelaguna km. 14                  | 197 FS2 |                        |
| Los recorridos hasta Fuente el Saz terminan aquí                                                                                    |      |                            |                                                         |                                                  | |                        |
| 19162 |      | Fuente el Saz de Jarama    | Carretera M-103 - Peletería                             | Carretera de Torrelaguna km. 15,7                | 197 FS2 |                        |
| 13027 |      | Valdetorres de Jarama      | Carretera M-103 - Urbanización La Escarabajosa          | Carretera de Torrelaguna km. 17                  | 197 FS2 |                        |
| Los recorridos que pasan por la Urbanización Silillos realizan las siguientes paradas                                               |      |                            |                                                         |                                                  | |                        |
| 15209 |      | Valdetorres de Jarama      | Urbanización El Mirador                                 | Urbanización El Mirador Nº10                     | 197 |                        |
| 15207 |      | Valdetorres de Jarama      | Avenida Lope de Vega - Calle de Jorge Manrique          | Avenida Lope de Vega S/N.º                       | 197 |                        |
| 15205 |      | Valdetorres de Jarama      | Avenida Lope de Vega - Calle de Rosalía de Castro       | Avenida Lope de Vega S/N.º                       | 197 |                        |
| 15203 |      | Valdetorres de Jarama      | Calle de Rosalía de Castro - Camino Valdetorres         | Calle de Rosalía de Castro Nº1                   | 197 |                        |
| 15202 |      | Valdetorres de Jarama      | Valdetorres de Jarama - Calle Madrid                    | Calle Madrid Nº57                                | 197 |                        |
| Paradas del itinerario normal |      |                            |                                                         |                                                  | |                        |
| 09534 |      | Valdetorres de Jarama      | Valdetorres de Jarama - Calle de la Soledad             | Calle Calvario Nº3                               | 197 FS2 |                        |
| 19164 |      | Valdetorres de Jarama      | Valdetorres de Jarama - Polígono Industrial Valtorón    | Carretera de Torrelaguna km. 19,3                | 197 FS2 |                        |
| Los recorridos hasta Valdetorres terminan aquí                                                                                      |      |                            |                                                         |                                                  | |                        |
| 21089 |      | Talamanca de Jarama        | Avenida de las Moreras - Avenida de Alcalá              | Avenida de las Moreras Nº1                       | 197 197E |                        |
| 11200 |      | Talamanca de Jarama        | Talamanca de Jarama - Calle de las Escuelas             | Calle Guadalajara Nº2                            | 197 197E FS2 |                        |
| 09172 |      | Talamanca de Jarama        | Talamanca de Jarama - Calle Guadalajara                 | Calle Guadalajara Nº18                           | 197 197E FS2 |                        |
| Los recorridos hasta Talamanca terminan aquí                                                                                        |      |                            |                                                         |                                                  | |                        |
| Los recorridos que pasan por Valdepiélagos no realizan la siguiente parada                                                          |      |                            |                                                         |                                                  | |                        |
| 19167 |      | Talamanca de Jarama        | Carretera M-103 - El Tesoro                             | Carretera M-103 km. 25,4                         | 197 FS2 |                        |
| Los recorridos que pasan por Valdepiélagos realizan la siguiente parada                                                             |      |                            |                                                         |                                                  | |                        |
| 10305 |      | Valdepiélagos              | Valdepiélagos - Plaza Mayor                             | Plaza Mayor Nº6                                  | 197 197E |                        |
| Los recorridos que pasan por la Urbanización Caraquiz realizan la siguiente parada                                                  |      |                            |                                                         |                                                  | |                        |
| 18972 |      | Uceda                      | Calle de Uceda - Calle de Guadalajara                   | Calle de Uceda S/N.º                             | 197 |                        |
| Paradas del itinerario normal |      |                            |                                                         |                                                  | |                        |
| 10044 |      | Talamanca de Jarama        | Carretera M-320 - Cruce Caraquiz                        | Carretera M-320 S/N.º                            | 197 197E FS2 |                        |
| 20612 |      | Torrelaguna                | Calle Malacuera - Juzgado                               | Calle Malacuera Nº47                             | 197 197D 197E FS2 |                        |
| 10307 |      | Torrelaguna                | Calle Malacuera - Calle de San Francisco                | Calle Malacuera Nº1                              | 197 197D 197E FS2 |                        |
| Los recorridos que continúan a Torremocha o Uceda no realizan la siguiente parada                                                   |      |                            |                                                         |                                                  | |                        |
| 11737 |      | Torrelaguna                | Camino de la Soledad - Avenida de Madrid                | Camino de la Soledad Nº1                         | 197 197A 197B 197C 197D 197E 913 FS2 |                        |
| Los recorridos que continúan a Redueña realizan las siguientes paradas                                                              |      |                            |                                                         |                                                  | |                        |
| 12445 |      | Torrelaguna                | Calle de San Francisco - Escuelas                       | Calle de San Francisco Nº22                      | 197 197C 913 |                        |
| 10313 |      | Redueña                    | Redueña - Plaza de la Villa                             | Plaza de la Villa Nº1                            | 197 197C 913 |                        |
| Los recorridos que continúan a Torremocha o Uceda realizan las siguientes paradas                                                   |      |                            |                                                         |                                                  | |                        |
| 17522 |      | Torrelaguna                | Calle de la Cava - Camino de la Soledad                 | Calle de la Cava Nº41                            | 197 913 |                        |
| 19298 |      | Torremocha de Jarama       | Calle del Canal de Isabel II - Torrearte                | Calle del Canal de Isabel II Nº600               | 197 913 |                        |
| 10308 |      | Torremocha de Jarama       | Torremocha de Jarama - Plaza del Comercio               | Plaza del Comercio Nº1                           | 197 197A 913 |                        |
| Los recorridos hasta Torremocha terminan aquí                                                                                       |      |                            |                                                         |                                                  | |                        |
| 19284 |      | Torremocha de Jarama       | Calle del Canal de Isabel II - Avenida de la Hispanidad | Calle del Canal de Isabel II Nº400               | 197 197A 913 |                        |
| 17065 |      | Patones                    | Patones - Residencia                                    | Avenida de Madrid Nº4                            | 197 197A 913 |                        |
| 10309 |      | Patones                    | Patones - Avenida de Madrid                             | Avenida de Madrid Nº56                           | 197 197A 913 |                        |
| 19340 |      | Uceda                      | Carretera CM-1002 - Uceda                               | Carretera CM-1002 km. 1                          | 197 197A |                        |
| 18980 |      | Uceda                      | Uceda - Calle Mayor                                     | Calle Mayor S/N.º                                | 197 197A |                        |

### Sentido Madrid (Plaza de Castilla)

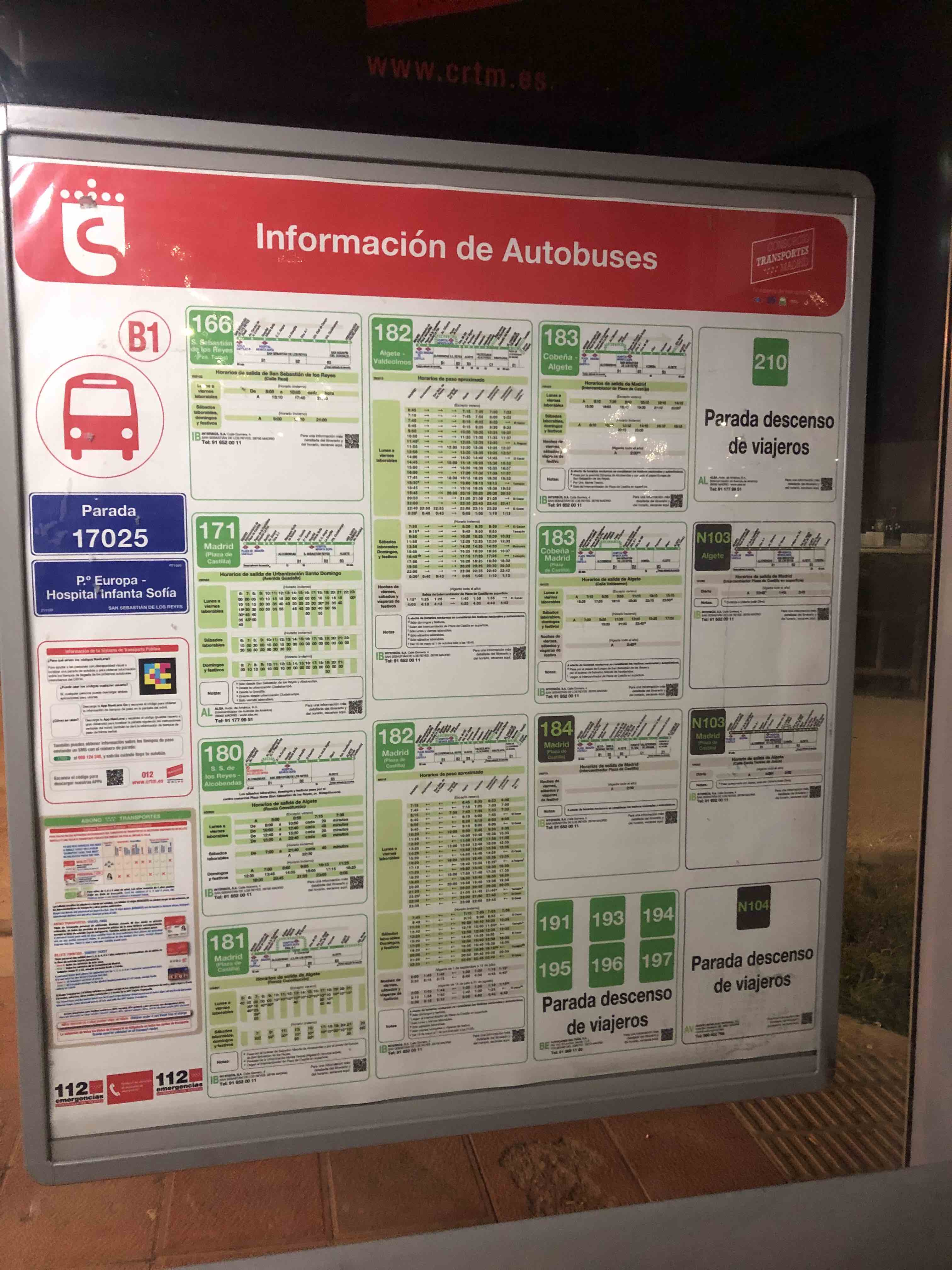
Marquesina 17025 en el Hospital Infanta Sofía (sentido sur), en la que se ve como las líneas de la Sierra Norte no permiten la subida de viajeros

El recorrido en sentido Madrid es igual al de ida pero en sentido contrario excepto en determinados puntos:
- En Torrelaguna realiza 2 paradas en vez de 3.
- En Talamanca de Jarama realiza 1 parada en el casco urbano en vez de 2, la línea no entra dentro del casco urbano.
- La línea realiza 2 paradas en el área industrial de la carretera M-100 en San Sebastián de los Reyes en vez de 3, ya que la parada 12080 - Carretera M-100 - La Hacienda no tiene pareja para las expediciones de vuelta.
- La línea realiza 6 paradas en el Paseo de Europa de San Sebastián de los Reyes, todas ellas sólo para el descenso de viajeros (sólo se permite la subida de viajeros en la parada 06751 - Paseo de Europa - Parque Picos de Olite).
- Dentro de Alcobendas, circula por el Bulevar de Salvador Allende en lugar de por la Avenida Olímpica, parando en un punto sólo para el descenso de viajeros.

Las paradas de vuelta situadas en la carretera M-100 solo permiten el descenso de viajeros, puesto que dichas paradas están ampliamente abastecidas por las líneas 180, 181, 182, 183, 184, 185, 210 y N103 con destino Madrid o Alcobendas/San Sebastián de los Reyes.
El mismo criterio se aplica a la vuelta de la línea en las paradas del casco urbano de Alcobendas y San Sebastián de los Reyes a sólo permitir el descenso de viajeros. Debido a que esas zonas que recorre esta línea ya están cubiertas por Metro o Cercanías y otras líneas interurbanas con cabecera en el Intercambiador de Plaza de Castilla que tienen mucha mayor frecuencia y colapsarían la línea 197 para realizar trayectos muy cortos. De esta forma se evita que las expediciones de esta línea se llenen y aumenten el tiempo de viaje a los viajeros con orígenes mucho más alejados de Madrid cuya única opción sea la línea 197 y un trayecto de en muchas ocasiones superior a 1h.
| Código | Zona | Localidad                  | Denominación                                                          | Ubicación                          | Líneas de la parada                                                                                       | Metro / Cercanías                     |
| --- | ---- | -------------------------- | --------------------------------------------------------------------- | ---------------------------------- | --- | ------------------------------------- |
| Paradas realizadas por los servicios que proceden de Uceda                                                                                              |      |                            |                                                                       |                                    | |                                       |
| 18980 |      | Uceda                      | Uceda - Calle Mayor                                                   | Calle Mayor S/N.º                  | 197 197A                                                                                                  |                                       |
| 19341 |      | Uceda                      | Uceda - Camino del Calvario                                           | Camino del Calvario S/N.º          | 197 197A                                                                                                  |                                       |
| 10310 |      | Patones                    | Patones - Avenida de Madrid                                           | Avenida de Madrid Nº87             | 197 197A 913                                                                                              |                                       |
| 17064 |      | Patones                    | Patones - Residencia                                                  | Avenida de Madrid Nº5              | 197 197A 913                                                                                              |                                       |
| 19298 |      | Torremocha de Jarama       | Calle del Canal de Isabel II - Torrearte                              | Calle del Canal de Isabel II Nº600 | 197 913                                                                                                   |                                       |
| Paradas realizadas por los servicios que proceden de Uceda, los recorridos desde Torremocha comienzan aquí                                              |      |                            |                                                                       |                                    | |                                       |
| 10308 |      | Torremocha de Jarama       | Torremocha de Jarama - Plaza del Comercio                             | Plaza del Comercio Nº1             | 197 197A 913                                                                                              |                                       |
| 19284 |      | Torremocha de Jarama       | Calle del Canal de Isabel II - Avenida de la Hispanidad               | Calle del Canal de Isabel II Nº400 | 197 197A 913                                                                                              |                                       |
| 17523 |      | Torrelaguna                | Calle de la Cava - Camino de la Soledad                               | Calle de la Cava Nº1200            | 197 913                                                                                                   |                                       |
| Los recorridos desde Redueña comienzan aquí |      |                            |                                                                       |                                    | |                                       |
| 10313 |      | Redueña                    | Redueña - Plaza de la Villa                                           | Plaza de la Villa Nº1              | 197 197C 913                                                                                              |                                       |
| Los servicios que proceden de Uceda o Torremocha no realizan la siguiente parada                                                                        |      |                            |                                                                       |                                    | |                                       |
| Parada del itinerario normal |      |                            |                                                                       |                                    | |                                       |
| 11737 |      | Torrelaguna                | Camino de la Soledad - Avenida de Madrid                              | Camino de la Soledad Nº1           | 197 197A 197B 197C 197D 197E 913 FS2                                                                      |                                       |
| Paradas del itinerario normal |      |                            |                                                                       |                                    | |                                       |
| 12445 |      | Torrelaguna                | Calle de San Francisco - Escuelas                                     | Calle de San Francisco Nº22        | 197 197C 913 FS2                                                                                          |                                       |
| Los recorridos que pasan por la Urbanización Caraquiz no realizan la siguiente parada                                                                   |      |                            |                                                                       |                                    | |                                       |
| 10047 |      | Talamanca de Jarama        | Carretera M-320 - Cruce Caraquiz                                      | Carretera M-320 S/N.º              | 197 197E FS2                                                                                              |                                       |
| Los recorridos que pasan por la Urbanización Caraquiz realizan la siguiente parada                                                                      |      |                            |                                                                       |                                    | |                                       |
| 18972 |      | Uceda                      | Calle de Uceda - Calle de Guadalajara                                 | Calle de Uceda S/N.º               | 197 |                                       |
| Los recorridos que pasan por Valdepiélagos no realizan la siguiente parada                                                                              |      |                            |                                                                       |                                    | |                                       |
| 19166 |      | Talamanca de Jarama        | Carretera M-103 - El Tesoro                                           | Carretera M-103 km. 25,3           | 197 FS2                                                                                                   |                                       |
| Los recorridos que pasan por Valdepiélagos realizan la siguiente parada                                                                                 |      |                            |                                                                       |                                    | |                                       |
| 10305 |      | Valdepiélagos              | Valdepiélagos - Plaza Mayor                                           | Plaza Mayor Nº6                    | 197 197E                                                                                                  |                                       |
| Los recorridos desde Talamanca comienzan aquí |      |                            |                                                                       |                                    | |                                       |
| 11200 |      | Talamanca de Jarama        | Talamanca de Jarama - Calle de las Escuelas                           | Calle Guadalajara Nº2              | 197 197E FS2                                                                                              |                                       |
| 09172 |      | Talamanca de Jarama        | Talamanca de Jarama - Calle Guadalajara                               | Calle Guadalajara Nº18             | 197 197E FS2                                                                                              |                                       |
| Paradas del itinerario normal |      |                            |                                                                       |                                    | |                                       |
| 20897 |      | Talamanca de Jarama        | Talamanca de Jarama - Avenida de Madrid                               | Avenida de Madrid Nº2              | 197 FS2                                                                                                   |                                       |
| Los recorridos desde Valdetorres comienzan aquí |      |                            |                                                                       |                                    | |                                       |
| 19163 |      | Valdetorres de Jarama      | Valdetorres de Jarama - Polígono Industrial Valtorón                  | Carretera de Torrelaguna km. 19,3  | 197 FS2                                                                                                   |                                       |
| 09534 |      | Valdetorres de Jarama      | Valdetorres de Jarama - Calle de la Soledad                           | Calle Calvario Nº3                 | 197 FS2                                                                                                   |                                       |
| Los recorridos que pasan por la Urbanización Silillos realizan las siguientes paradas                                                                   |      |                            |                                                                       |                                    | |                                       |
| 20328 |      | Valdetorres de Jarama      | Calle de la Soledad - Calle de Severo Ochoa                           | Calle de la Soledad Nº3            | 197 |                                       |
| 15201 |      | Valdetorres de Jarama      | Valdetorres de Jarama - Calle del Sol                                 | Calle del Sol Nº2                  | 197 |                                       |
| 15204 |      | Valdetorres de Jarama      | Calle de Rosalía de Castro - Avenida de Calderón de la Barca          | Calle de Rosalía de Castro Nº8     | 197 |                                       |
| 15206 |      | Valdetorres de Jarama      | Avenida Lope de Vega - Calle de Carmen Rico Godoy                     | Avenida Lope de Vega S/N.º         | 197 |                                       |
| 15208 |      | Valdetorres de Jarama      | Avenida Lope de Vega - Calle de Miguel Delibes                        | Avenida Lope de Vega S/N.º         | 197 |                                       |
| 15210 |      | Valdetorres de Jarama      | Urbanización El Mirador                                               | Urbanización El Mirador Nº10       | 197 |                                       |
| Los recorridos que pasan por la Urbanización Silillos no realizan la siguiente parada                                                                   |      |                            |                                                                       |                                    | |                                       |
| 13026 |      | Valdetorres de Jarama      | Carretera M-103 - Urbanización La Escarabajosa                        | Carretera de Torrelaguna km. 17    | 197 FS2                                                                                                   |                                       |
| Paradas del itinerario normal |      |                            |                                                                       |                                    | |                                       |
| 19161 |      | Fuente el Saz de Jarama    | Carretera M-103 - Peletería                                           | Carretera de Torrelaguna km. 15,7  | 197 FS2                                                                                                   |                                       |
| Los servicios "EXPRESS" que proceden de Torrelaguna no realizan las siguientes paradas del casco urbano de Fuente el Saz si no se indica lo contrario   |      |                            |                                                                       |                                    | |                                       |
| Los recorridos desde Fuente el Saz comienzan aquí |      |                            |                                                                       |                                    | |                                       |
| 12086 |      | Fuente el Saz de Jarama    | Carretera M-103 - Polígono Industrial La Cuesta                       | Carretera de Torrelaguna km. 14    | 197 FS2                                                                                                   |                                       |
| 11101 |      | Fuente el Saz de Jarama    | Carretera de Torrelaguna - Las Clarisas                               | Carretera de Torrelaguna Nº45      | 184 197 FS2                                                                                               |                                       |
| 18000 |      | Fuente el Saz de Jarama    | Calle Algete - Carretera de Alalpardo                                 | Calle Algete Nº18                  | 184 197 FS2                                                                                               |                                       |
| 12340 |      | Fuente el Saz de Jarama    | Avenida de Hierbas Dulces - Calle de 4 Calles                         | Avenida de Hierbas Dulces Nº25     | 197 254FS2                                                                                                |                                       |
| 10301 |      | Fuente el Saz de Jarama    | Avenida de Julián Sánchez - Avenida de la Constitución                | Avenida de Julián Sánchez S/N.º    | 197 254FS2                                                                                                |                                       |
| 11102 |      | Fuente el Saz de Jarama    | Avenida del Pilar - Avenida de Madrid                                 | Avenida del Pilar Nº19             | 197 254 FS2                                                                                               |                                       |
| Los servicios "EXPRESS" que proceden de Torrelaguna con paso por las urbanizaciones de Algete realizan las siguientes paradas                           |      |                            |                                                                       |                                    | |                                       |
| 18711 |      | Algete                     | Carretera M-111 - Camino de los Malatones                             | Carretera M-111 km. 19             | 197 |                                       |
| 11462 |      | Algete                     | Carretera M-111 - Urbanización Prado Norte                            | Carretera M-111 km. 17,9           | 197 |                                       |
| 11455 |      | Algete                     | Carretera M-111 - Urbanización Cottolengo                             | Carretera M-111 km. 15,7           | 197 |                                       |
| Los servicios "EXPRESS" que proceden de Torrelaguna sin paso por Fuente el Saz o las urbanizaciones de Algete realizan las siguientes paradas           |      |                            |                                                                       |                                    | |                                       |
| Paradas del itinerario normal |      |                            |                                                                       |                                    | |                                       |
| 06747 |      | San Sebastián de los Reyes | Carretera M-100 - El Casetón                                          | M-100 km. 21,6                     | 180 181 182 183 184 185 197210N103                                                                        |                                       |
| 10228 |      | San Sebastián de los Reyes | Carretera M-100 - Camino viejo de Barajas                             | M-100 km. 22,4                     | 180 181 182 183 184 185 197210N103                                                                        |                                       |
| Los recorridos "EXPRESS" no realizan ninguna de las siguientes paradas hasta llegar a la parada 10550 en Madrid                                         |      |                            |                                                                       |                                    | |                                       |
| 16438 |      | San Sebastián de los Reyes | Carretera Antigua de Burgos - Centro Comercial Alegra                 | N-1 km. 19,9                       | 166 171 180 181 182 183 184 185 191193194195196197210N103 N104                                            |                                       |
| 17025 |      | San Sebastián de los Reyes | Paseo de Europa - Hospital Infanta Sofía                              | Paseo de Europa Nº11               | 166 171 180 181 182 183 184 191193194195196197210N103 N104                                                | Hospital Infanta Sofía                |
| Los recorridos "EXPRESS" que pasan por el Hospital Infanta Sofía no realizan ninguna de las siguientes paradas hasta llegar a la parada 10550 en Madrid |      |                            |                                                                       |                                    | |                                       |
| Paradas del itinerario normal |      |                            |                                                                       |                                    | |                                       |
| 10019 |      | San Sebastián de los Reyes | Paseo de Europa - Glorieta de Antoni Gaudí                            | Paseo de Europa Nº7                | 171 180 181 182 183 184 191193194195196197N103 N104                                                       |                                       |
| 12422 |      | San Sebastián de los Reyes | Paseo de Europa - Avenida de los Montes de Oca                        | Paseo de Europa Nº1                | 171 180 181 182 183 184 191193194195196197N103 N104                                                       |                                       |
| 06751 |      | San Sebastián de los Reyes | Paseo de Europa - Parque Picos de Olite                               | Paseo de Europa Nº26               | 152C 156 161 171 180 181 182 183 184 191 193 194 195 196 197 N102 N103 N104 VAC-2424 5                    |                                       |
| 15191 |      | San Sebastián de los Reyes | Paseo de Europa - Avenida de España                                   | Paseo de Europa Nº26               | 152C 156 161 171 180 181 182 183 184 191193194195196197N102 N103 N1044 5                                  |                                       |
| Terminal de las expediciones que acaban en la estación de FF.CC. Alcobendas-S.S. de los Reyes                                                           |      |                            |                                                                       |                                    | |                                       |
| 10610 |      | San Sebastián de los Reyes | Avenida de España - Estación de Alcobendas-San Sebastián de los Reyes | Avenida de España Nº50             | 191193197827A 9                                                                                           | Alcobendas-San Sebastián de los Reyes |
| Parada del itinerario normal |      |                            |                                                                       |                                    | |                                       |
| 06752 |      | Alcobendas                 | Bulevar de Salvador Allende - Calle de Soria                          | Bulevar de Salvador Allende Nº19   | 181 182 183 184 191193194195196197N103 N104VAC-242                                                        |                                       |
| Los recorridos "EXPRESS" vuelven a realizar paradas desde aquí                                                                                          |      |                            |                                                                       |                                    | |                                       |
| 10550 |      | Madrid                     | Paseo de la Castellana - Hospital La Paz                              | Paseo de la Castellana Nº296       | 151 152C 153 154C 155 155B 156 157 157C 159 161 181 182 183 184 185 191193194195196197N101 N102 N103 N104 | Begoña                                |
| Terminal de las expediciones que terminan en la superficie del Intercambiador de Plaza de Castilla                                                      |      |                            |                                                                       |                                    | |                                       |
| 18074 |      | Madrid                     | Intercambiador de Plaza de Castilla                                   | Paseo de la Castellana Nº195       | Descenso antes de la dársena 42                                                                           | Plaza de Castilla                     |
| Terminal del itinerario normal |      |                            |                                                                       |                                    | |                                       |
| 17470 |      | Madrid                     | Intercambiador de Plaza de Castilla                                   | Avenida de Asturias Nº2            | Descenso en las dársenas 38 y 39.                                                                         | Plaza de Castilla                     |